# Straßenbahn Colmar

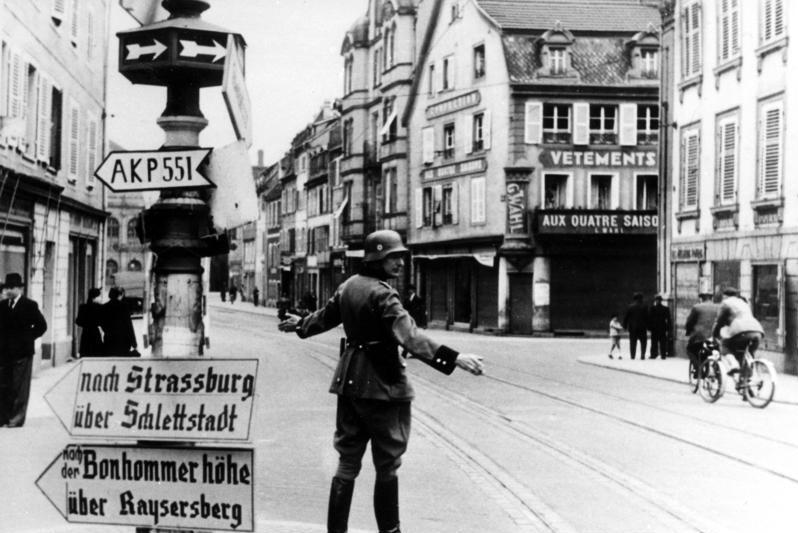
Historische Straßenansicht (1940) von Colmar mit Straßenbahnschienen auf der Fahrbahn

Die Straßenbahn in Colmar verkehrte von 1902 bis 1960. Schon seit 1885 bestanden im Umfeld der elsässischen Stadt Colmar, die von 1871 bis 1918 zum Deutschen Kaiserreich gehörte, mit der Kaysersberger Thalbahn und der Elektrischen Bahn Türkheim – Drei Ähren zwei Kleinbahnen, die 1932 teilweise von der Colmarer Straßenbahn übernommen wurden.

## Kaysersberger Thalbahn

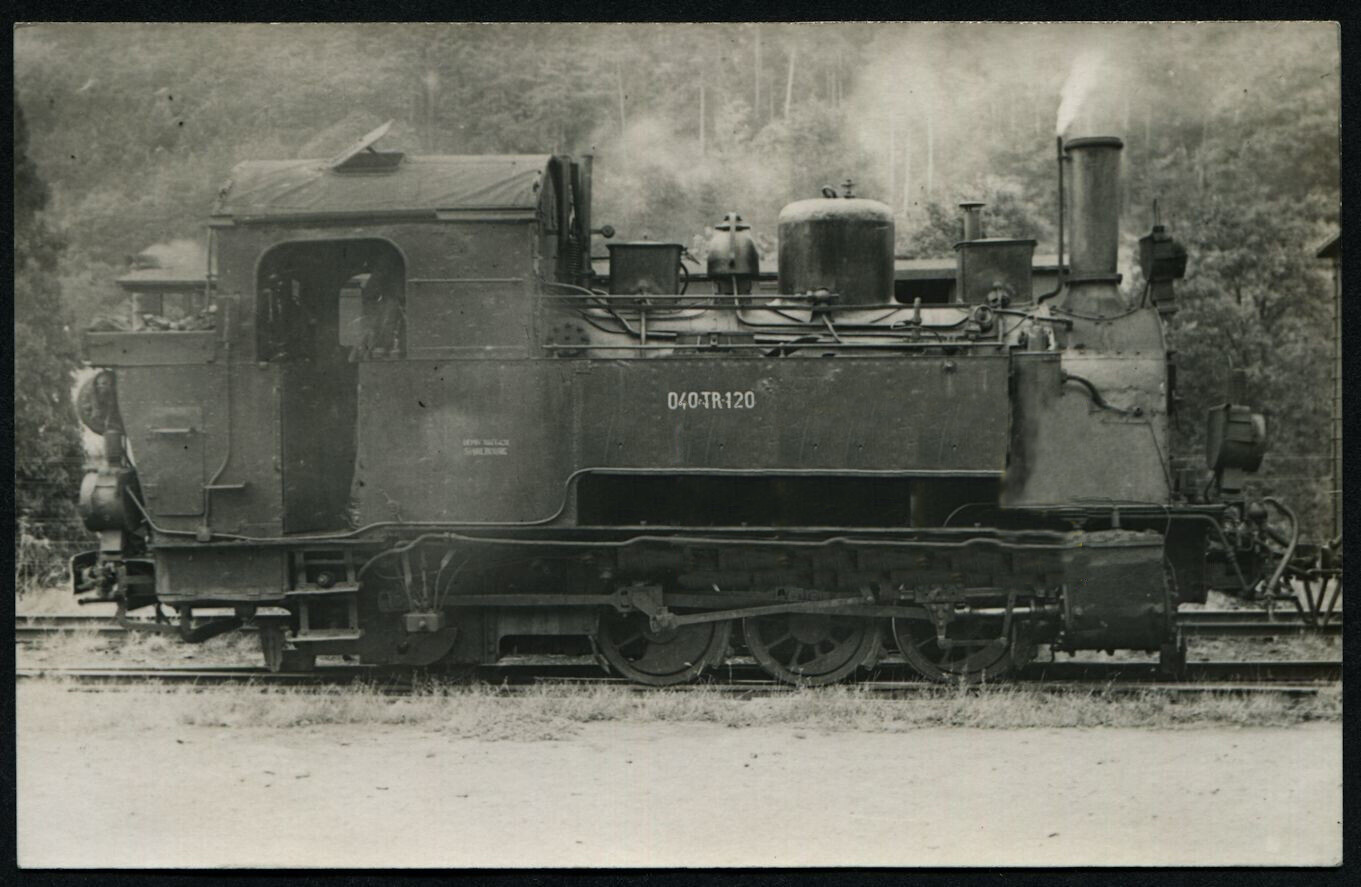
Hagans-Dampflok, Fabrik-Nr. 600/1908 für Kaysersberger Talbahn '3040', später T 37 120, ab 1938 SNCF 1-040.TB.120

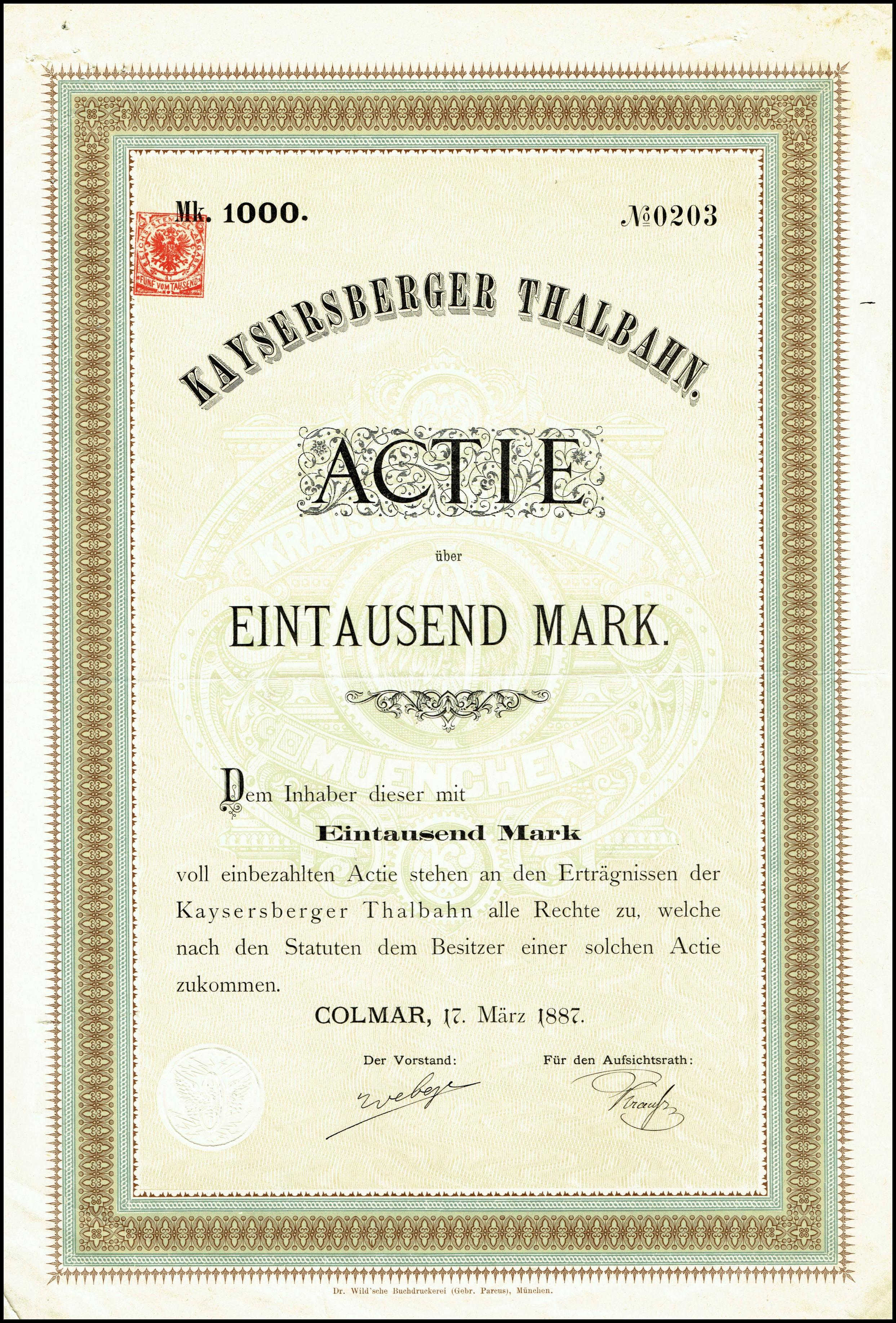
Aktie über 1000 Mark der Kaysersberger Thalbahn vom 17. März 1887; für die Herstellung wurde zur Kosteneinsparung ein vorhandener Druckstock der Lokomotivfabrik Krauss & Compagnie verwendet, was man im Unterdruck sehen kann.

Die Lokomotivfabrik Krauss & Comp. baute und eröffnete 1885 drei meterspurige Bahnstrecken, die Colmar zum Ausgangspunkt hatten:
- die 20,3 Kilometer lange Strecke über Kaysersberg nach Schnierlach (französisch: Lapoutroie) im Nordwesten Colmars
- eine Verbindung nach Winzenheim im Südwesten mit einer Länge von 4,6 Kilometern
- die Strecke ins 4,5 Kilometer östlich gelegene Horburg.

Die drei Strecken betrieb ab 1887 die Kaysersberger Thalbahn Aktien-Gesellschaft (KTB). 1890 übernahmen die Reichseisenbahnen in Elsaß-Lothringen die Verbindung nach Horburg und verlängerten sie bis Markolsheim, wo ein Anschluss an eine Überlandstrecke der Straßburger Straßenbahngesellschaft bestand. Die Reichseisenbahnen eröffneten zudem 1901 eine Schmalspurbahn von Colmar über Ensisheim nach Bollweiler. Von 1907 bis 1914 bestand über diese Strecke eine Verbindung zum Netz der Straßenbahn in Mülhausen.

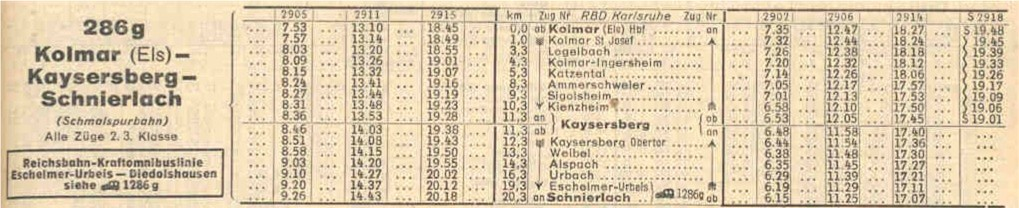
Fahrplan Colmar – Schnierlach 1944

Für den Betrieb der Strecken nach Schnierlach und Winzenheim standen 1912 neun Dampflokomotiven, 24 Personenwagen, drei Postwagen und 78 Güterwagen zur Verfügung. Im Sommerfahrplan 1914 verkehrten täglich sieben Züge nach Schnierlach und zehn Züge nach Winzenheim. Im Geschäftsjahr 1913/1914 wurden 531.104 Personen und 69.140 Tonnen Güter befördert.
Nach dem Ende des Ersten Weltkrieges kam das Elsass zu Frankreich, die Kaysersberger Thalbahn stand ab 1919 unter dem Namen Chemin de fer de la Vallé de Kaysersberg unter der Verwaltung des Departements Haut-Rhin. 1932 wurde der Betrieb aufgelöst; die Strecke nach Wintzenheim wurde von der Städtischen Straßenbahn Colmar übernommen. Die Verbindung nach Lapoutroie gelangte in den Besitz der französischen Staatsbahn SNCF. In der Zeit der deutschen Besetzung Frankreichs zwischen 1940 und 1944 wurde sie von der Deutschen Reichsbahn betrieben; 1947 wurde der Betrieb eingestellt.

## Straßenbahn Colmar

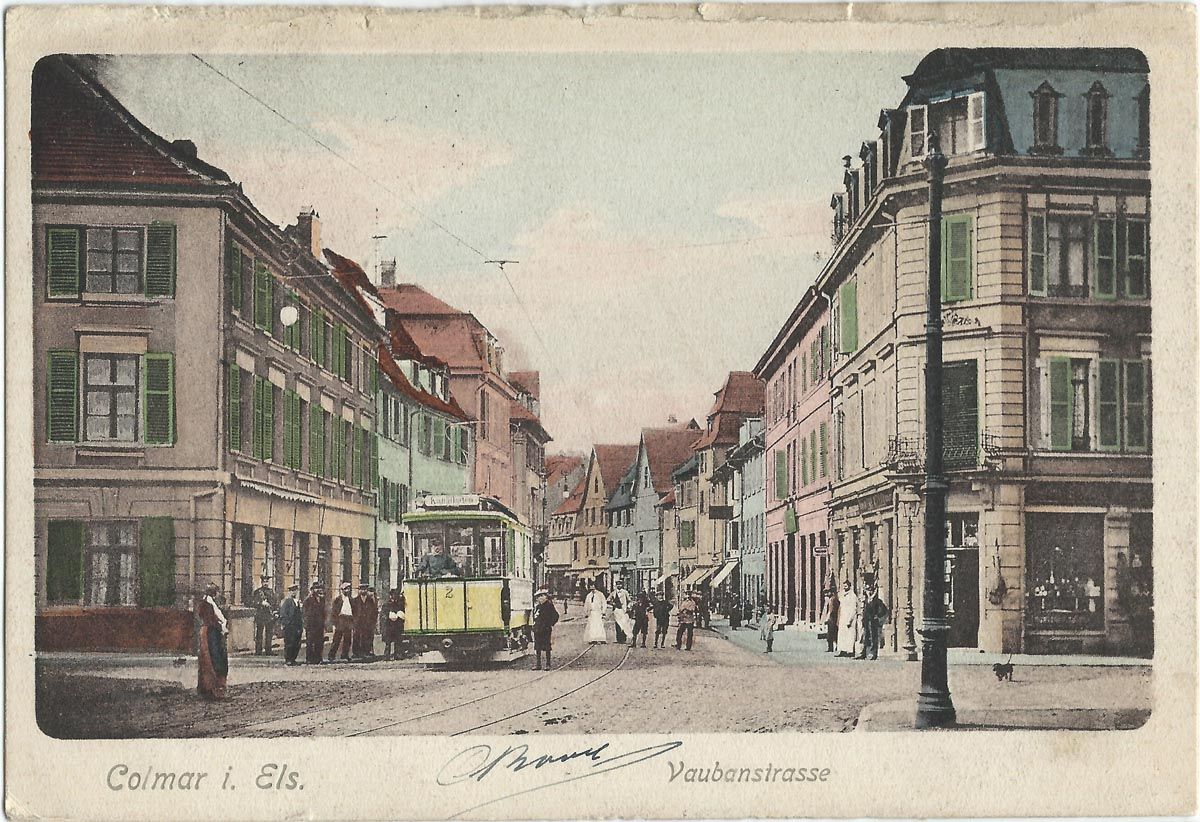
Triebwagen Nr. 2 mit offenen Plattformen im Jahr 1905

Die Städtische Straßenbahn in Colmar eröffnete am 15. März 1902 eine 2,4 Kilometer lange meterspurige Strecke, die den alten Bahnhof über den Theaterplatz mit dem Hafen am Canal de Colmar im Osten der Stadt verband und 1906 zum neuen Bahnhof verlängert wurde. Im Februar 1914 ging eine Linie 2 („rote Linie“) zur Straßburger Straße im Norden in Betrieb, im Ersten Weltkrieg wurde deren Betrieb jedoch zum Zwecke der Buntmetallgewinnung wieder eingestellt und nach 1918 nur abschnittsweise wieder aufgenommen. Nach 1919 unter dem Namen Usines municipales de Colmar (UMC) betrieben, wurde 1932 die Kleinbahn nach Wintzenheim übernommen, elektrifiziert und ab dem 1. Mai 1935 als Linie 3 ins Straßenbahnnetz integriert.
Bei der Inbetriebnahme der ersten Strecke standen 1902 neun zweiachsige Triebwagen zur Verfügung, für die zweite Strecke zur Straßburger Straße kamen sieben weitere Triebwagen hinzu. Für die Überlandstrecke nach Wintzenheim wurden 1933 zwei Triebwagen und vier Beiwagen von der Société Anonyme du Tramway Moderne (SATRAMO) beschafft.
Am 15. Januar 1938 wurde die Linie 2 eingestellt, die städtische Stammstrecke („blaue Linie“) der Colmarer Tram konnte sich im schaffnerlosen Betrieb bis zum 17. März 1957 halten, nachdem die bereits am 10. November 1956 erfolgte Umstellung auf Busbetrieb ab 30. November wegen Kraftstoffmangels infolge der Sueskrise wieder ausgesetzt wurde. Das Ende des Überlandbetriebs nach Wintzenheim kam am 31. Januar 1960. Im Sommer 1954 wurden alle ein bis zwei Stunden Züge nach Wintzenheim angeboten; die städtische Linie verkehrte werktags alle sechs und sonntags alle acht Minuten.

## Elektrische Bahn Türkheim – Drei Ähren

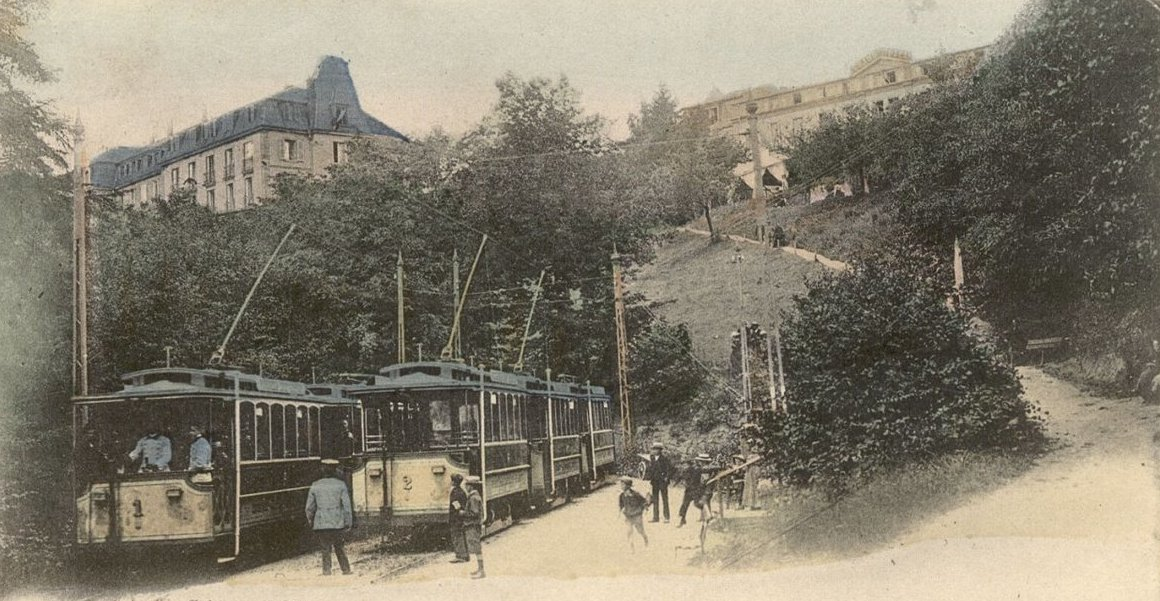
Drei-Ähren (Elsass) – Trois-Épis (Alsace) – 690 m

Von 1899 bis 1937 verband die Elektrische Bahn Türkheim – Drei Ähren die sechs Kilometer westlich von Colmar gelegene Kleinstadt Türkheim (heute Turckheim) mit dem Wallfahrtsort Drei Ähren (heute Trois-Épis), dessen Kapelle Unsere Liebe Frau von den drei Ähren ein beliebtes Ausflugsziel war. Der Bau der Bahn ging auf eine Initiative des Elektrizitätsunternehmens Schuckert & Co. zurück.

### Planung
Am 23. April 1896 beschloss der Landesausschuss des Reichslandes Elsaß-Lothringen, bei der deutschen Regierung den Antrag für den Bau einer Bergbahn von der sechs Kilometer westlich von Colmar gelegenen Kleinstadt Türkheim zum Wallfahrtsort Drei Ähren zu stellen. Die dafür veranschlagten Kosten lagen laut einer Mitteilung an den Bürgermeister vom 19. Mai 1896 bei 400.000 Mark. Dabei dürften wie bei anderen Waldbahnen im Reichsland Elsaß-Lothringen auch militär-strategische Überlegungen eine Rolle gespielt haben, da sie als Heeresfeldbahn genutzt werden konnte, falls Frankreich das Gebiet zurückerobern wollte. Der Bezirkspräsident übergab dem Bürgermeister am 2. Dezember 1897 das Wegerecht für die Trassenführung der Hauptstrecke und beauftragte ihn die genaue Route zu vermessen und festzulegen. Der Streckenbau wurde durch den Verkauf des Holzes der entlang der Trasse gefällten Bäume teilfinanziert, obwohl der Gemeinderat am 10. Dezember 1897 mit 10 zu 4 Stimmen gegen die Rodung gestimmt hatte.
Nachdem die „Elektrizitäts-Aktiengesellschaft vormals Schuckert & Co. Nürnberg“ den Bürgermeister am 3. Januar 1898 informiert hatte, dass der Landrat des Kreises Colmar ihr die Betriebskonzession für die Straßenbahn Türkheim – Drei Ähren und das dafür und für die in der Nähe gelegenen Fabriken und die Straßenbeleuchtung erforderliche Elektrizitätswerk unter Auflagen vergeben werde, beschloss der Gemeinderat am 15. Januar 1898, dass „falls die Bahn gebaut werden wird“, die Firma Schuckert oberhalb und entlang der gesamten Länge der Strecke im Wald einen Weg für den Transport von Holz einzurichten habe, während der Arbeiten an Straßen, Wegen und Schienen einen Förster für 80 Mark pro Monat einstellen müsse sowie alle Schäden an Straßen und Wegen reparieren müsse.

### Streckenverlauf

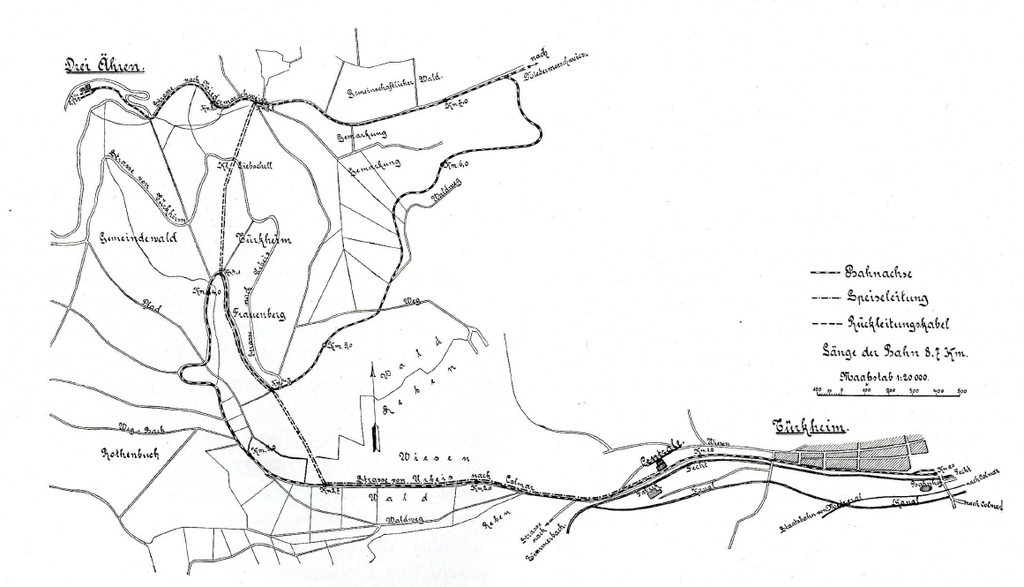
Streckenverlauf um 1900

Drei Ähren liegt gut 400 Meter höher als Türkheim, was der Bahn den Charakter einer Bergbahn – allerdings ohne Zahnradbetrieb – gab: Bei einer Gesamtlänge von 8,7 Kilometern betrug die Maximalsteigung 9,8 %.
Die elektrische Zentrale für die Stromversorgung lag bei Kilometer 1,2 der Bahn und war mit ihr durch einen Gleisanschluss verbunden, der sich in vier Gleise zum Kohlenraum, dem Wagenschuppen mit 2 Ständen à 3 Wagen und zur Reparaturwerkstätte verzweigte.

### Betrieb
Nach dem Bau der Strecke und einem erfolgreichen Probelauf vom 19. Mai 1899 wurde die Elektrische Bahn Türkheim – Drei Ähren am 5. Juni 1899 offiziell in Betrieb genommen.
Für den Betrieb standen neben sieben Straßenbahnwagen ein Güterwagen und ein Packwagen zur Verfügung. Die mittlere Geschwindigkeit betrug bei der Bergfahrt 12,5 km/h, bei der Talfahrt 11 km/h. Das untere Sechstel der Bahnstrecke konnte bergauf mit 18 km/h befahren werden.
Zeitweise bestanden Pläne, die Strecke von Türkheim nach Winzenheim zu verlängern und so mit dem Colmarer Klein- und Straßenbahnnetz zu verbinden. Eine Realisierung der Pläne unterblieb.

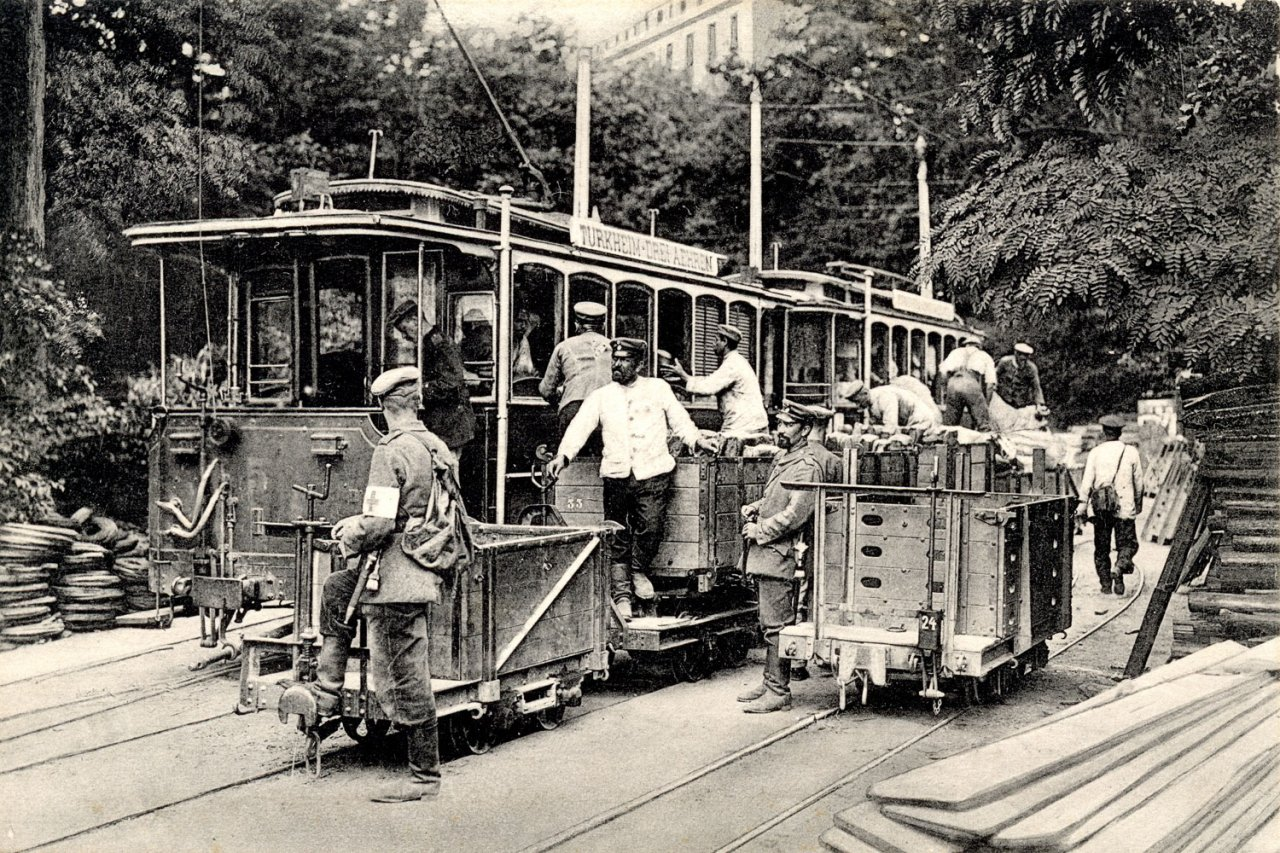
Militärischer Betrieb an der Haltestelle Drei Ähren während des Ersten Weltkriegs: Umladen in die Förderbahn Drei Ähren – Uhlhorst

Am 31. Dezember 1917 übernahm das bayrische FeBA 24 (Feldbahnamt) den Betrieb der elektrischen Bahn und betrieb sie bis zum Mai 1918. Danach übernahm das FeBA 50 den Betrieb bis zum Kriegsende. Während des Krieges verband die 11,3 km lange Förderbahn Drei Ähren – Uhlhorst mit einer Spurweite von 600 mm den Endbahnhof der elektrischen Meterspurbahn mit der Frontlinie am Lingekopf und Barrenkopf.
Nach dem Ersten Weltkrieg wurde ab 1919 unter dem Namen Société d’Electricité de Turckheim et Tramways de Turckheim aux Trois Epis (TTE) betrieben, bis sie am 1. April 1937 stillgelegt wurde.